# Xã Sandy, Quận Stark, Ohio
Xã Sandy (tiếng Anh: Sandy Township) là một xã thuộc quận Stark, tiểu bang Ohio, Hoa Kỳ. Năm 2010, dân số của xã này là 3.675 người.